# Cromartyshire

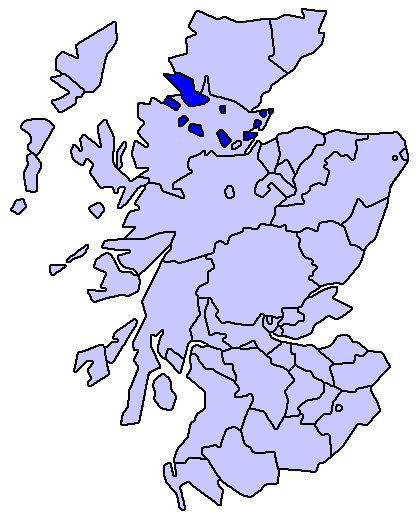
Ubicació de Cromartyshire a Escòcia.

Cromartyshire (gaèlic escocès: Siorrachd Chromba) era un comtat del nord-oest d'Escòcia, a les seves Terres Altes (Highlands) fins al Decret de Govern Local de 1889. Portava el nom de la seva capital, Cromarty.
Cromartyshire consistia en un grup d'enclavaments, amb el més gran entre els comtats de Ross-shire al sud i Caithness al nord. El port d'Ullapool estava en aquest enclavament, al costat de la costa occidental. La capital del comtat, i única burgh (vila), Cromarty, estava al costat de la costa oriental, en la península de Black Isle. Els altres enclavaments estaven dispersats per Ross-shire.
L'any 1890, el comtat va ser unit amb Ross-shire com el comtat de Ross & Cromarty, però les adreces postals van ser canviats a Ross-shire. L'any 1975, després del Decret de Govern Local de 1973, Ross & Cromarty es va canviar a un districte del consell dels Highlands, i l'illa de Lewis va ser donada al consell nou de les Hèbrides Exteriors.
Ross & Cromarty va ser dissolt el 1996 quan el consell de Highland es va canviar a una autoritat unitària després del Decret de Govern Local de 1994.